# Резерви зі страхування життя
Резе́рви зі страхува́ння життя́ – це резерви, що формуються страховиком за окремою страховою угодою для виконання зобов'язань за майбутніми виплатами, передбаченими умовами угод страхування.

Страхові резерви зі страхування життя поділяють на:
- резерви довгострокових зобов'язань (математичні резерви);
- резерви належних виплат страхових сум.

## Резерви довгострокових зобов'язань
Резерви довгострокових зобов'язань (математичні резерви) складаються з:
- резервів нетто-премій;
- резервів витрат на ведення справи;
- резерву бонусів.

Розрахунок математичних резервів проводять з використанням актуарних методів та окремо за кожним чинним на звітну дату договором з урахуванням темпів зростання інфляції. Загальна величина математичного резерву дорівнює сумі резервів, розрахованих окремо за кожним договором.

Розрахунок резерву нетто-премій на страхову річницю здійснюють проспективно — як різницю між актуарною вартістю потоку майбутніх страхових виплат (без урахування бонусів) та актуарною вартістю потоку майбутніх страхових нетто-премій.

У разі якщо особливості окремих видів договорів (окремих страхових ризиків, передбачених у договорі) не можуть бути повною мірою враховані проспективно, розрахунок резерву нетто-премії за такими договорами (ризиками) здійснюють ретроспективно — на підставі інформації про отримані страхові внески (премії) та здійснені страхові виплати.

Розрахунок резерву витрат на ведення справи на страхову річницю здійснюють проспективно — як різницю між актуарною вартістю потоку майбутніх витрат страховика із забезпечення виконання зобов'язань за договором після закінчення строку сплати страхових внесків та актуарною вартістю потоку наступних надходжень тієї частини брутто-премії, що йде на покриття майбутніх витрат.

Резерв бонусів є оцінкою додаткових зобов'язань страховика, що виникають при збільшенні розмірів страхової суми та (або) страхових виплат за результатами отриманого інвестиційного доходу та за іншими фінансовими результатами діяльності страховика (участь у прибутках страховика). Резерв бонусів розраховують на страхову річницю як актуарну вартість додаткових виплат страховика.

Розрахунок резерву нетто-премій та резерву витрат на ведення справи на звітну дату, що не збігається зі страховою річницею, здійснюють методом інтерполяції між розмірами цих резервів на найближчі страхові річниці.

## Резерв належних виплат страхових сум
Резерв належних виплат страхових сум складається з:
- резерву заявлених, але не врегульованих збитків;
- резерву збитків, що виникли, але не заявлені.

Розрахунок резерву заявлених, але не врегульованих збитків здійснюють за кожним чинним на звітну дату договором окремо. Розрахунок резерву збитків, що виникли, але не заявлені, здійснюють за сукупністю договорів у цілому. Загальна величина резерву належних виплат страхових сум дорівнює сумі зазначених резервів.

Резерв заявлених, але не врегульованих збитків є оцінкою грошових зобов'язань страховика щодо страхових випадків, що мали місце у звітному або звітних періодах, що передують йому, але не були виконані або виконані не повністю на звітну дату.

Величину резерву заявлених, але не врегульованих збитків визначають у сумарному розмірі не сплачених на звітну дату грошових сум, що мають бути виплачені:
- у зв'язку зі страховими випадками, про факт настання яких заявлено страховику в установленому законодавством та договором порядку;
- при настанні термінів здійснення виплат ануїтету, за якими (термінами) згідно з умовами договору не вимагається заява на виплату;
- у зв'язку з достроковим припиненням дії договору або зі змінами умов договору.

Резерв збитків, що виникли, але не заявлені, є оцінкою грошових зобов'язань страховика за ризиками нещасного випадку та (або) хвороби щодо страхових випадків, які могли статися у звітному або звітних періодах, що передують йому, але не були заявлені на звітну дату.
Оцінку резерву збитків, що виникли, але не заявлені, здійснюють актуарними методами.

З метою врахування витрат на укладання договору може здійснюватися модифікація (зменшення) резерву нетто-премій (модифікація резерву).

## Дивись також
- Страхування
- Страхові резерви